# Anastrephoides gerckei
Anastrephoides gerckei är en tvåvingeart som beskrevs av Friedrich Georg Hendel 1927. Anastrephoides gerckei ingår i släktet Anastrephoides och familjen borrflugor. Inga underarter finns listade i Catalogue of Life.